# Faxi

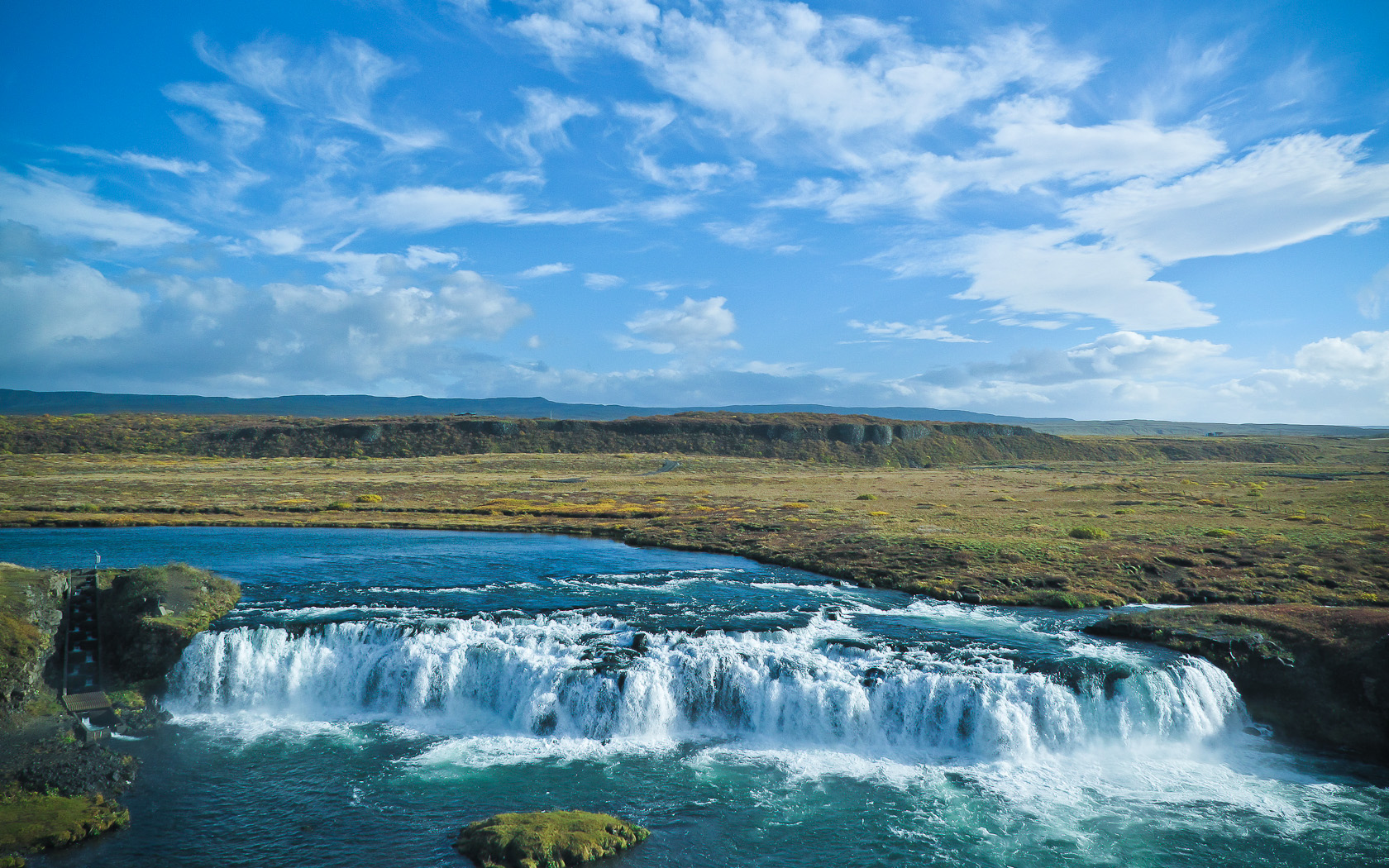
Faxi vattenfall i september 2010

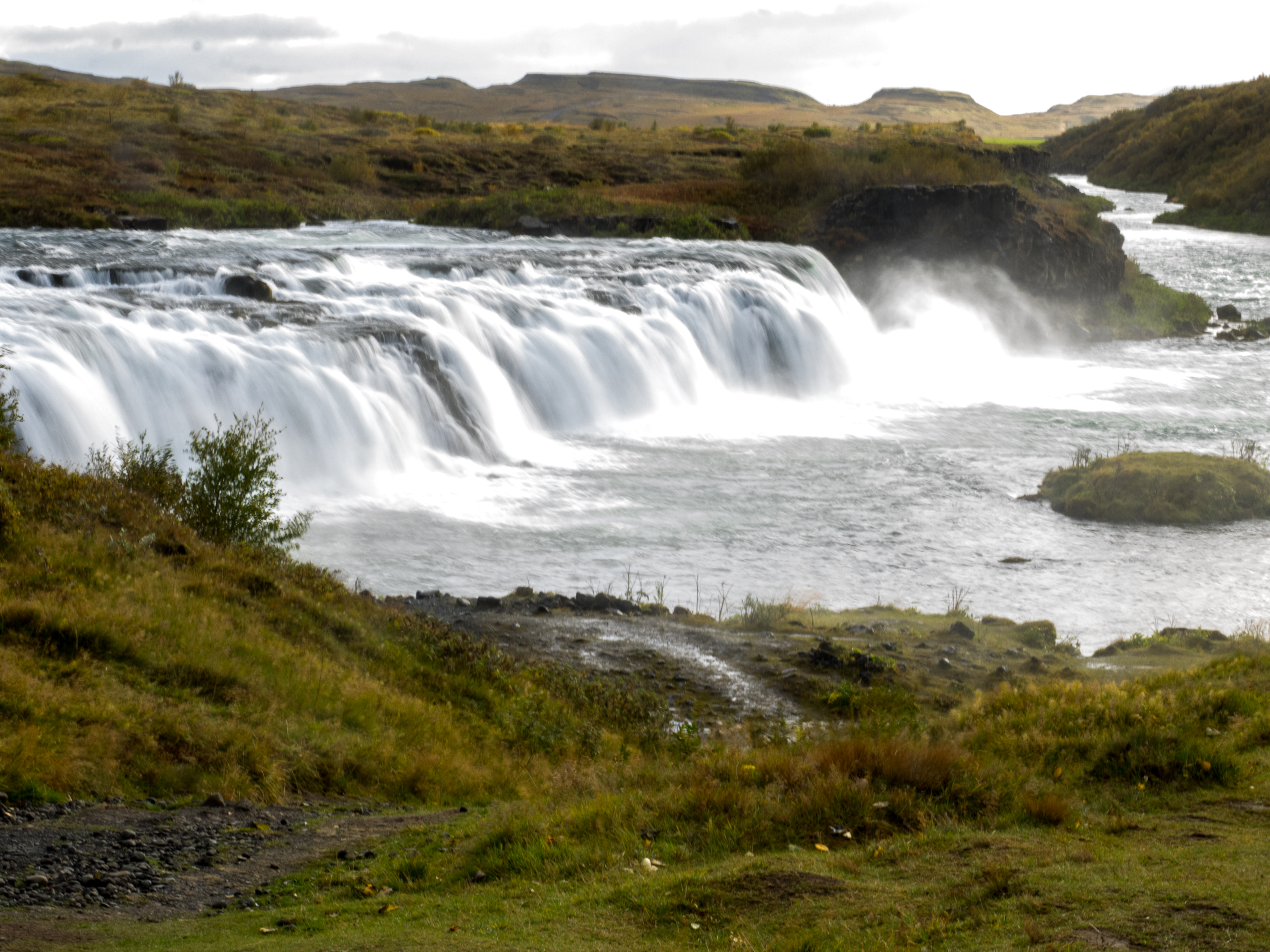
Sidobild av Faxi vattenfall (från september 2016)

Faxi vattenfall (eller Vatnsleysufoss ) är ett vattenfall på Island som ligger på Golden Circle. Fallhöjden är 7 meter. Det är en populär turistattraktion några mil öster om Reykjavik. Vattenfallet ligger vid floden Tungufljót.
Faxi ligger cirka tolv kilometer från Geysir och Gullfoss och åtta kilometer från Skalholt. 
Vattenfallet har bland annat lax och är en populär plats för fisk. 